# (33899) 2000 KE55
2000 KE55 (asteroide 33899) é um asteroide da cintura principal. Possui uma excentricidade de 0.14483020 e uma inclinação de 14.63448º.
Este asteroide foi descoberto no dia 27 de maio de 2000 por LINEAR em Socorro.